# Königlicher Orden von Kambodscha

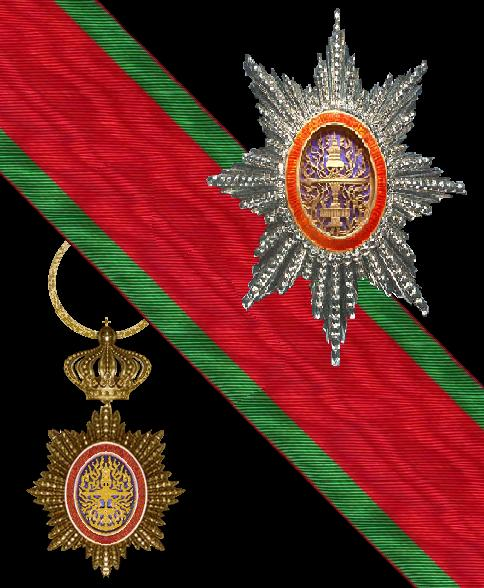
Großkreuz mit Bruststern

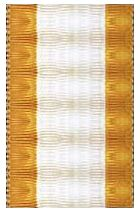
Ordensband (1899 bis 1948)

Der Königliche Orden von Kambodscha (französisch Ordre Royal de Cambodge) wurde am 8. Februar 1864 durch König Norodom I. von Kambodscha als Auszeichnung für Militär- und Zivilverdienste gestiftet. Am 10. Mai 1896 wurde der Orden als sogenannter Kolonialorden in das französische Ordenssystem übernommen. Aufgrund der Unabhängigkeitsbestrebungen Kambodschas verfügte der französische Staatspräsident Vincent Auriol per Dekret am 25. August 1948 die Streichung als französischer Orden. Seither ist der Königliche Orden von Kambodscha mit Unterbrechung der Regierungszeit der Roten Khmer (1975 bis 1979) die höchste Auszeichnung des Landes.

## Ordensklassen
Der Orden besteht aus fünf Klassen
- Großkreuzritter (GCC)
- Großoffizier (GOC)
- Kommandeur (KCC)
- Offizier (OC)
- Ritter (KC)

Nach der Übernahme in das französische Ordenssystem waren an die Verleihung des Ordens Bedingungen geknüpft. Demnach musste die auszuzeichnende Person eine mindestens dreijährige Dienstzeit in Indochina nachweisen können, oder sich aber im französischen Mutterland besondere Verdienste um diese Kolonie erworben haben.
Am 14. Juli 1933 wurde die Statuten dahingegen verändert, dass für eine Verleihung nunmehr das 29. Lebensjahr erreicht und eine mindestens neunjährige Kolonialdienstzeit nachgewiesen sein musste. Die höchste Stufe des Knight Grand Cross bezieht sich auf die Veredelung. Die so Geehrten werden in den persönlichen, nicht erblichen Adelsstand erhoben und tragen fortan den Titel His or Her Excellence (H.E.) [Deutsch: Eure Exzellenz]. Dies wird dem vollständigen Namen vorangestellt. Optional können alle Mitglieder des Ordens hinter ihrem vollständigen Namen auch die entsprechende Abkürzung (nachnominell) GCC, GOC, KCC, OC oder KC verwenden.

## Ordensdekoration
Das Ordenszeichen ist ein achtstrahliger goldener Stern, dass an einer Königskrone hängt. Im mittig aufliegenden hochovalen blau emaillierten Medaillon, dass von einem goldgefassten granatroten Reif umschlossen ist, sind die stilisierten Insignien des Königreiches zu sehen.
Das Ordenszeichen der Ritter ist aus Silber gefertigt.

## Trageweise
Das Großkreuz wird an einer Schärpe von der rechten Schulter zur linken Hüfte sowie mit einem vergrößerten Ordenszeichen als Bruststern getragen. Großoffizier und Kommandeur dekorieren die Auszeichnung als Halsorden, Großoffiziere zusätzlich mit einem Bruststern. Offiziere und Ritter tragen die Auszeichnung am Band auf der linken Brustseite. Offiziere zusätzlich mit einer Rosette auf dem Band.
Das Ordensband war ursprünglich rot mit grünen Randstreifen. Da die Ähnlichkeit zum roten Band der Ehrenlegion zu groß war, entschloss man sich 1898 zu einem weißen Band mit orangen Randstreifen. Seit 1948 wird der Orden wieder an dem ursprünglichen Band verliehen und getragen.

## Träger
- Bhumibol Adulyadej
- Gerd Albrecht
- Marcel Alessandri
- Jean-Baptiste Billot
- Chau Sen Cocsal Chhum
- Bảo Đại
- Charles de Gaulle
- Kim Il-sung[5]
- Kim Jong-il[6]
- Jean de Lattre de Tassigny
- Philippe Leclerc de Hauteclocque
- Bảo Long
- Ramon Magsaysay
- Hor Namhong
- Boun Oum
- Manuel Luis Quezon
- Beat Richner
- Willem Rooseboom
- Yōhei Sasakawa
- Norodom Sihamoni
- Thành Thái
- Josip Broz Tito
- Sisavang Vong